# Дракула
Граф Дра́кула (англ. Count Dracula) — вампир, заглавный персонаж и главный антагонист готического романа Брэма Стокера «Дракула» (1897). В качестве архетипического вампира Дракула появлялся во множестве произведений массовой культуры, даже не имеющих непосредственного отношения к роману Брэма Стокера. Кроме того, Дракула изображён в романе как прародитель оборотней.
Полагают, что прототипом Дракулы было реальное историческое лицо — румынский князь XV столетия Влад III Цепеш, также известный как Дракула, от румынского Dracul — «дьявол», господарь средневекового княжества Валахия. Некоторые исследователи творчества Стокера считают, что вымышленного Дракулу не следует отождествлять с валашским правителем, хотя в самом романе есть оговорка о возможном тождестве, а некоторые фильмы этот нюанс вовсе обходят.
Персонаж романа «Дракула» Брэма Стокера породил множество инсценировок, киноэкранизаций, а также различных продолжений — появились различные сыновья и дочери Дракулы, его соперники-вампиры и иные связанные и порождённые образом Дракулы персонажи: граф Мора, граф Орлок, граф Алукард, граф Йорга Блекула и другие. Его потомками являются графиня Анила и граф Савв.

## Творчество Стокера
Роман Стокера имеет форму эпистолярного рассказа, в котором главные черты: характер, недостатки и преимущества графа Дракулы раскрываются через разных рассказчиков, каждый из которых имеет свою точку зрения. Дракула — нежить, вампир, живущий много веков, и одновременно трансильванский дворянин, утверждающий о собственном происхождении от секеев и связи с Аттилой. Он живёт в старинном замке в Карпатах вблизи перевала Борго. В отличие от восточноевропейского фольклора, в котором вампиров изображают как отталкивающих, труповидных существ, Дракула, наоборот, источает аристократический шарм. В своих беседах с Джонатаном Харкером он показывает, как глубоко гордится своим дворянским происхождением и скучает по славными временами, когда героизм, честь и доблесть имели куда большее значение.

## Становление Дракулы
Подробная информация о юности графа и его росте почти отсутствует, но упоминается, что «в жизни это был необыкновенный человек: одновременно солдат, государственный деятель, алхимик — алхимия в те времена считалась вершиной научного знания. Он обладал большим умом и знаниями, а сердце его не ведало страха и угрызений совести… не было такой науки в его время, которой бы он не превзошёл». Дракула изучал чёрные искусства в академии некромантии, которая находилась в Карпатских горах с видом на город Сибиу (известном и как Германштадт) и имел глубокие познания в магии и алхимии. По словам его преследователя Абрахама Ван Хельсинга: «Очень вероятно, что он — именно тот воевода Дракула, что прославился в бою с турками у реки на самой границе Турции. Если это так, то он незаурядный человек, потому что уже тогда и долгое время спустя его вспоминали как самого умного, самого хитрого и храброго рыцаря Залесья». Умерший и похороненный в большой могиле в часовне собственного замка, Дракула возвращается с того света уже будучи вампиром и живёт на протяжении нескольких веков вместе с тремя красивыми женщинами-вампирами в том же замке. Являются ли те женщины любовницами ему, сёстрами, жёнами или просто вампирами, которых сделал он сам, — в романе не раскрывается.

## Описание событий в романе «Дракула»
Действие романа происходит в конце XIX века, когда трансильванский граф Дракула вынашивает долгосрочные планы относительно мирового господства. Первым шагом к своему амбициозному замыслу он выбирает Англию, где собирается начать собственное правление кровавого террора. Сначала он вызывает к себе Джонатана Харкера, только что квалифицированного английского адвоката, чтобы тот помог ему уладить юридические дела с недвижимостью в незнакомой для графа стране.
Оставив свой замок, Дракула тайно отправляется в Англию на русском судне «Деметра», скрываясь в одном из 50 ящиков, набитых трансильванской землёй. Членов экипажа Дракула использует, чтобы питаться их кровью. В итоге выживает лишь один капитан, который был привязан к штурвалу корабля. Из корабельного журнала капитана можно узнать о странных и страшных событиях того плавания. Сам Дракула сходит с судна, превратившись в собаку.
Вскоре граф становится угрозой невесте Джонатана Харкера, Вильгельмине «Мине» Мюррей и её подруге Люси Вестенра. Существует также примитивная связь между Дракулой и Ренфилдом, пациентом психбольницы под наблюдением врача Джона Сьюарда. Ренфилд ест насекомых, пауков, птиц и других существ в порядке увеличения их размера — чтобы поглощать их «жизненную силу». Ренфилд выступает в роли своеобразного биодатчика, который реагирует на появление или приближение Дракулы, выполняя, таким образом, свою роль в его поисках. В это время Дракула начинает по ночам посещать спальню Люси Вестенра, пьёт её кровь и постепенно превращает в вампира. Не понимая истинной причины ухудшения состояния Люси, трое её женихов — Сьюард, Артур Холмвуд и Квинси Моррис — в отчаянии вызывают наставника Сьюарда, голландского врача по имени Абрахам Ван Хельсинг. Несмотря на все меры безопасности, например разложенный возле больной чеснок, граф Дракула совершает последнее нападение на неё, убивает её мать и превращает Люси в нежить.
Харкер, который все это время был пленником, убегает из замка Дракулы и возвращается в Англию едва живой и психически травмированный. По предложению Сьюарда Мина помогает Ван Хельсингу оценить здоровье Харкера. Также она передаёт врачу его дневник с описанием того, что происходило в замке. Информация из дневника Харкера становится толчком для Мины собирать любые другие упоминания о Дракуле в новостных статьях, газетных вырезках и дневниках каждого члена группы. Впоследствии они узнают, что Дракула приобрёл дом неподалёку от резиденции Сьюарда. Цель этих поисков — найти графа Дракулу и уничтожить его.
Ван Хельсинг вместе с Сьюардом, Холмвудом и Моррисом идут к склепу, где похоронена Люси, чтобы убить тело и спасти её душу. Позже к группе присоединяется Харкер. Это помогает им выследить местоположение ящиков с трансильванской землёй. Оказалось, что Дракула приобрёл под них несколько резиденций в окрестностях Лондона на имя «граф Де Виль». Согласно замыслу Дракулы, он мог передвигаться по городу и вокруг него с учётом расположения ящиков с землёй.
Группа находит ящик за ящиком. Это лишает графа мест, где он чувствовал себя в безопасности и набирался сил. Тем временем Ренфилд получает смертельное ранение в схватке с вампиром. Перед смертью он успевает сообщить Сьюарду и Ван Хельсингу, что Дракула посещает Мину. Так врачи узнают о заражении Мины Харкер. Дракула укусил её и заставил пить его кровь. Дракула убегает, превращаясь в тёмный туман, а они и дальше продолжают поиск и обезвреживание логова вампира. В результате «крещения» укусом Дракулы Мина получает телепатическую связь с ним. Это её очень угнетает, но Ван Хельсинг находит в этом пользу, гипнотизируя её и отслеживая передвижения графа. Вскоре граф Дракула бежит в Трансильванию.
Герои отправляются за Дракулой в Трансильванию, где после нелёгкой битвы с цыганами, которые охраняют графа, происходит роковая встреча. Чтобы убить графа, Харкер перерезает ему горло, а Моррис пронзает ножом сердце вампира. Тело Дракулы превращается в пыль, но перед этим Мина успевает увидеть выражение покоя на лице графа.

## Характеристика Дракулы
Граф Дракула подвержен резким переменам настроения. Так, в начале романа он надевает маску радушия, однако очень быстро впадает в ярость, особенно когда на его пути возникают препятствия. В момент нападения трёх вампирш на Джонатана Харкера, свирепый Дракула применяет к ним физическую силу, но очень быстро смягчается и обращается к виновницам любезно, уверяя, что любит каждую из них.
Дракула неравнодушен к древней архитектуре и искренне ею интересуется. Например, при покупке здания он предпочитает, чтобы постройка была старой, говоря: «Новый дом меня убьёт», и для того, чтобы новый дом был пригоден для жизни, ему нужны столетия.
Ещё одним предметом большой гордости Дракулы является его родословная, наследие воина и собственное происхождение от секеев, о чем он с гордостью рассказывает Харкеру. Он также выражает заинтересованность историей Британской империи, восторженно вспоминая её народ. Графу присущи примитивные и хищные взгляды на мир; он выражает жалость по отношению к обычным людям из-за их отвращения к тёмным импульсам. Однако Дракула имеет и человеческие эмоции и даже часто говорит, что может любить.
В романе указано, что Дракула очень хорошо знает английский, имеет произношение без восточноевропейского акцента. Таким образом следует, что Дракула, будучи нежитью, может обучаться наукам и языкам.
Внешний вид Дракулы меняется на протяжении времени. В начале романа он изображён как худой, с длинными белыми усами, заострёнными ушами и острыми зубами. Позже по ходу романа его видят в зоопарке с крючковатым носом и бородкой с белой полосой. Одет он во всё чёрное и имеет волосы на ладонях. Джонатан Харкер описал Дракулу как старика с «жёстким взглядом» и «необычайной бледностью». В моменты ярости у Дракулы прорывается настоящая животная природа и его голубые глаза становятся пламенными. На протяжении романа Дракула становится всё моложе и моложе. А после того, как Джонатан Харкер ударил его лопатой, он остаётся со шрамом на лбу, который носит на протяжении всего романа.

## Книги — подражания истории о Дракуле
В 1901 году исландский писатель Валдимар Асмундссон опубликовал свой роман «Силы тьмы», который, однако, не обрёл популярности среди читателей.

## Дракула в кинематографе
Список кино- и телефильмов, а также мультфильмов и сериалов, в которых так или иначе присутствует Дракула:
- 1921 — Смерть Дракулы (Венгрия). Фильм режиссёра Кароя Лайтая В главной роли Пауль Асконас. Фильм не сохранился
- 1922 — Носферату. Симфония ужаса режиссёра Фридрих Мурнау (Германия) — вольная экранизация романа с изменёнными именами героев (поскольку у создателей фильма не было авторского соглашения с наследниками Стокера); в главной роли Макс Шрек.
- 1931 — Дракула (США), первый фильм о Дракуле из серии фильмов ужасов компании Universal Pictures, режиссёры Тод Браунинги Карл Фройнд в главной роли Бела Лугоши.
- 1931 — Дракула (США, испаноязычный фильм), режиссёр Джордж Мелфорд с участием Карлоса Виллара, в деталях в основном напоминающая фильм с Бела Лугоши.
- 1936 — Дочь Дракулы (США), следующий фильм из вампирской серии Universal Pictures режиссёра Ламберта Хилльера с участием Глории Холден.
- 1943 — Сын Дракулы (США), следующий фильм из вампирской серии Universal Pictures режиссёра Роберта Сиодмака с участием Лона Чейни-младшего.
- 1943 — Возвращение вампира режиссёра Лью Лендерса. В роли Дракулы — Бела Лугоши.
- 1944 — Дом Франкенштейна (США), режиссёра Эрла Кентона Дракула в исполнении Джона Кэррадайна становится частью группы монстров, встречающихся в одно время и в одном месте.
- 1945 — Дом Дракулы (США), последний серьёзный фильм Universal Pictures о Дракуле режиссёра Эрла Кентона, которого вновь сыграл Джон Кэррадайн
- 1948 — Эбботт и Костелло встречают Франкенштейна (США) режиссёра Чарльза Бартона, один из первых экспериментов с жанром, когда элементы ужасов переплетаются с элементами комедии. В главной роли Бела Лугоши.
- 1953 — Дракула в Стамбуле (Турция), адаптация романа Брэма Стокера режиссёра Мехмета Мухтара. Атиф Каптан в роли Дракулы
- 1957 — Франкенштейн встречает Дракулу (США), короткометражный 5-минутный фильм
- 1958 — Возвращение Дракулы (США), фильм Поля Ландерса с Френсисом Ледерером в роли Дракулы
- 1958 — Месть Дракулы (США) — короткометражный 6-минутный фильм.
- 1958 — Дракула (также Horror of Dracula), первый фильм из серии о Дракуле студии Hammer Horror (Великобритания), режиссёр Теренс Фишер. В роли Дракулы Кристофер Ли.
- 1960 — Невесты Дракулы (Великобритания) из серии Hammer Horror., режиссёр Теренс Фишер. В роли Дракулы (барона Майнстера) Дэвид Пил
- 1965 — Дракула: Князь Тьмы (Великобритания), фильм из серии Hammer Horror, режиссёр Теренс Фишер. В роли Дракулы Кристофер Ли.
- 1965 — Дракула встречает человека-волка — короткометражный 5-минутный фильм
- 1966 — Малыш Кид против Дракулы (США), режиссёр Уильям Бодайн. Дракула в исполнении Джона Кэррадайна
- 1966 — Гибель Дракулы, короткометражный 8-минутный фильм.
- 1966 — Дракула, короткометражный 8-минутный фильм.
- 1967 — Бал вампиров (Великобритания, США) — фильм режиссёра Романа Поланского. В роли вампира графа фон Кролока — Ферди Мэйн
- 1967 — Империя Дракулы (Мексика) — фильм режиссёра Федерико Куриэля. В роли вампира Дракулстейна — Эрик дель Кастильо
- 1967 — Живой труп (Пакистан) — пакистанская версия Дракулы режиссёра Ходжи Сарфраца.
- 1967 — Галерея ужасов доктора Страха (США). В пятой, заключительной новелле фильма «Граф Алукард» рассказывается традиционная история о графе Дракуле. В роли графа Алукарда — Митч Эванс.
- 1968 — Дракула поднимается из могилы (Великобритания) — фильм из серии Hammer Horror режиссёра Фредди Фрэнсиса. В роли Дракулы — Кристофер Ли
- 1969 — Кровь в замке Дракулы (США). Режиссёр Аль Адамсон, в роли графа Таунсенда / графа Дракулы — Александр Д’Арси
- 1969 — Улица Сезам. Граф фон Знак — добрый вампир, который любит считать всё подряд: решает задачи и играет на органе.
- 1970 — Граф Дракула (Италия, Испания, ФРГ, Лихтенштейн) режиссёра Хесуса Франко. В роли Кристофер Ли.
- 1970 — Попробуй кровь Дракулы (Великобритания) из серии Hammer Horror. Режиссёр Петер Шашди. В роли Дракулы — Кристофер Ли
- 1970 — Шрамы Дракулы (Великобритания) — фильм из серии Hammer Horror. Режиссёр Рой Уорд Бейкер, В роли Дракулы — Кристофер Ли
- 1970 — Графиня Дракула (Великобритания), фильм режиссёра Петера Шашди о «кровавой графине» Элизабет Батори
- 1971 — Они кусают только ночью (ФРГ, Великобритания). В этом фильме режиссёра Фредди Фрэнсиса, Дракула в исполнении Ферди Мэйна является главарём целого сообщества вампиров
- 1971 — Дракула против Франкенштейна (США). Режиссёр Аль Адамсон, в роли Дракулы —Зандор Ворков
- 1971 — Граф Дракула (ТВ) (Чехословакия). Фильм режиссёра Анны Прочазковой, в роли граф Дракулы — Илья Рацек
- 1972 — Дракула, год 1972 (Великобритания) из серии Hammer Horror. Режиссёр Алан Гибсон. В роли Дракулы — Кристофер Ли
- 1972 — Дракула против Франкенштейна (Испания, Франция). Режиссёр Хесус Франко, в роли Дракулы Говард Вернон
- 1972 — Дочь Дракулы (Франция, Португалия). Режиссёр Хесус Франко, в роли Дракулы Говард Вернон
- 1972 — Блакула (США), в котором африканский принц превращается в вампира в результате происков Дракулы. Режиссёр Уильям Крейн, В роли Дракулы Чарльз Макколей
- 1973 — Кричи, Блакула, кричи (США) — продолжение предыдущего фильма
- 1973 — Дьявольские обряды Дракулы (Великобритания) из серии Hammer Horror. Режиссёр Алан Гибсон, в роли Дракулы Кристофер Ли
- 1973 — Сага о Дракуле (Испания), режиссёр Лион Климовский, в роли Дракулы Нарсисо Ибаньес Мента
- 1973 — Дракула (ТВ), (Канада), режиссёр Джек Никсон-Браун, в роли Дракулы Норман Уэлш
- 1974 — Дракула, снятый Дэном Кёртисом с Джеком Палансом в главной роли.
- 1974 — Кровь для Дракулы (Италия, Франция), также известный как Дракула Энди Уорхола. В роли Удо Кир.
- 1976 — Дракула — отец и сын (Франция). Последний фильм, в котором Кристофер Ли играл графа Дракулу.
- 1977 — Граф Дракула (Великобритания), второй фильм производства BBC с Луи Журданом в главной роли.
- 1978 — Носферату — призрак ночи (ФРГ, Франция) — ремейк классического фильма Мурнау, снятый Вернером Херцогом.
- 1979 — Дракула (США, Великобритания) — фильм в готическо-романтической традиции. В роли Фрэнк Ланджелла
- 1979 — Любовь с первого укуса[англ.], романтическая комедия с Джорджем Хэмилтоном в главной роли.
- 1979 — Господарь Влад основан на исторических фактах, отображает реальную жизнь валашского господаря Влада III Басараб, также известного как Влад Дра́кула и Влад Це́пеш.
- 1980 — Смерть Дракулы (США). В роли Джеральд Филдинг.
- 1985 — чёрная комедия Фраккия против Дракулы (Италия). В роли Эдмунд Пурдом.
- 1989 — Вдова Дракулы
- 1990 — Дракула (Сериал) (Канада, США). В роли Джорди Джонсон
- 1991 — Sundown: The Vampire in Retreat, комедийный вестерн о призрачном городе, населённом вампирами.
- 1992 — Дракула Брэма Стокера (США) — попытка съёмки истории весьма близко к роману Стокера, но с добавлением стилизованной средневековой истории Влада Цепеша. В роли Дракулы Гэри Олдмен.
- 1992 — телесериал Хроники молодого Индианы Джонса (США): присутствует в одном из эпизодов (17-я серия).
- 1993 — Восставший Дракула (США). В роли Кристофер Аткинс
- 1994 — Надя. В роли Дракулы — Питер Фонда.
- 1995 — Дракула: Мёртвый и довольный (США) — пародия, снятая Мелом Бруксом с участием Лесли Нильсена в роли Дракулы.
- 2000 — Дракула 2000 (США) — современный вариант классического сюжета. В роли Дракулы — Джерард Батлер.
- 2000 — Кровавая свадьба. Алтарь из роз (Япония) — немой музыкальный фильм с участием японской дарквейв-группы Malice Mizer в главных ролях, несколько изменённый сюжет романа Стокера. Роль Дракулы исполняет Кукидзава Юки, Ван Хельсинга — Хироки Кодзи, Джонатана — Масаки Харуна (Клаха).
- 2000 — Князь Дракула (США) режиссёра Джо Шаппелла. В роли Дракулы — Рудольф Мартин.
- 2000 — Баффи против Дракулы — эпизод сериала «Баффи — истребительница вампиров».
- 2002 — Возвращение Дракулы (Италия), в котором действие перенесено в современность.
- 2002 — Dracula, Pages From a Virgin's Diary, немая хореографическая интерпретация Королевского балета Виннипега.
- 2003 — Дракула 2: Вознесение (США), продолжение фильма Дракула 2000.
- 2003 — «Влад» (США, Румыния)[13].
- 2003 — Я мечтаю о Дракуле
- 2004 — Ван Хельсинг (США), боевик, весьма вольно использующий элементы романа. Ричард Роксбург в роли Дракулы.
- 2004 — Блэйд 3: Троица (США), третья экранизация комикса про охотника на вампиров Блэйда. Главный злодей — вампир Дрейк, «Дракула» одно из его имён.
- 2004 — Дракула 3000 (США, ЮАР) — фантастический фильм с элементами ужасов.
- 2005 — Дракула 3: Наследие (США), продолжение фильмов Дракула 2000 и Дракула 2: Вознесение.
- 2005 — Путь вампира (США), где Дракула (Пол Логан) погибает в начале фильма.
- 2006 — Дракула (Великобритания), третья версия BBC с Марком Уорреном в главной роли и Дэвидом Суше в роли Ван Хельсинга.
- 2006 — Визит семьи Дракулы (Нидерланды), чёрная комедия. В роли Харри Хёйс
- 2008 — Библиотекарь: Проклятие чаши Иуды (США), приключенческий фильм с элементами фантастики. Дракула — главный антагонист, скрывавшийся под видом обычного человека. В роли Брюс Дэвисон
- 2011 — В поисках истины: Настоящая история графа Дракулы
- 2012 — Дракула 3D, фильм в формате 3D, классическая экранизация. Режиссёр Дарио Ардженто, в главной роли Томас Кречман.
- 2012 — Пятая стража, российский сериал об агентстве вампиров. В роли Дракулы Регимантас Адомайтис.
- 2013 — Дракула (Великобритания, США), телесериал в жанре ужасов и драмы с Джонатаном Рис-Майерсом в роли Александра Грейсона / Дракулы.
- 2014 — Дракула (США), рассказывающий историю превращения Дракулы в вампира. Главную роль исполнил Люк Эванс.
- 2014 — Реальные упыри (Новая Зеландия, США). Один из главных героев — вампир Владислав — является пародией на Влада Цепеша.
- 2016 — Страшные сказки (Великобритания, Ирландия, США). Основой для сериала послужили монстры и главные герои романов различных авторов периода Викторианской Англии, в том числе Дракула в исполнении Кристиана Камарго.
- 2020 — Дракула (Великобритания), драматический сериал с Класом Бангом в роли Дракулы.
- 2021 — Дракулов (Россия), фильм-пародия с Михаилом Галустяном в роли российского графа Дракулова.
- 2023 — Ренфилд (США), комедийный фильм ужасов с Николасом Кейджом в роли Дракулы.
- 2023 — Последнее путешествие «Деметра» (США). Фильм основан на главе «Судовой журнал „Деметры“» романа «Дракула». В роли Дракулы Хавьер Ботет.
- 2024 — Носферату (США). Готический фильм ужасов режиссера Роберта Эггерса, снятый по его собственному сценарию. Ремейк одноименной картины 1922 года.

## Дракула в анимации
- Вампир Дракула, император Тьмы (1980) — японский мультфильм.
- Охотники на привидений (от студии Filmation) — команда охотников сталкивается с Дракулой в 36-й серии Shades Of Dracula
- Утиные истории (1987) — В 64 серии в Даксбурге открылся новый кинотеатр Скруджа Макдака, в котором показывают самые страшные и прибыльные ужастики; по городу ходят актёры, переодетые в монстров и рекламируют кинотеатр. Однако в городе появляются настоящие монстры, а среди них и граф Крякула.
- Скуби-Ду и Школа вампиров (1988) — Шэгги, Скуби-Ду и Скрэппи-Ду приезжают в школу мисс Гринвуд для девочек в качестве учителей физкультуры. Оказалось, что ученицы школы — дочери известных монстров, и среди них Сибелла — дочь Дракулы.
- Скуби-Ду и Гонки монстров (другой вариант перевода — Скуби-Ду и упорный оборотень, 1988) — Шэгги придётся пережить немало неприятных часов и влезть в чужую шкуру, когда граф Дракула забросит его и Скуби-Ду в Трансильванию, где их ожидают самые невероятные приключения.
- Дракулито-вампирёныш (1992) — немецко-французский мультсериал о семействе вампиров.
- Monster Force (1994) — анимированный телевизионный сериал, где Дракула предстаёт в качестве Князя Тьмы и главного злодея.
- Ферма чудища (1998) — американский мультсериал, главные персонажи которого являются гибридами животных и монстров. Среди них присутствует граф Кудахкула, являющийся гибридом петуха и вампира.
- Бэтмен против Дракулы (2005) — по сюжету Бэтмену предстоит помешать действию Дракулы — превратить жителей Готэма в вампиров.
- Monster High — американская серия фэшн-кукол и одноимённый мультсериал, где одной из главных героинь является Дракулаура, дочь Дракулы.
- Носферату. Ужас ночи (2010) — анимационный фильм-мюзикл с участием Billy’s Band.
- Флинтстоуны встречают Рокулу и Франкенстоуна — эпизод мультсериала «Флинтстоуны», где граф-вампир влюбляется в жену Фреда Флинтстоуна, Вилму, и хочет утащить её в свой замок.
- Монстры на каникулах (2012) — американский комедийный анимационный фильм, произведённый студией «Sony Pictures Animation» и выпущенный «Columbia Pictures». Дракулу озвучивает Адам Сэндлер.
- Сказочная Русь (2013) — украинский политический мультсериал от студии «Квартал-95». 3 сезон 23-24 серии «В Трансильвании».
- Мстители, общий сбор! (2013) — Дракула, как персонаж комиксов Marvel, выступает в качестве одного из злодеев, примкнувших к «Кабале» Красного Черепа. В своих воспоминаниях о Второй Мировой Войне, Капитан Америка упоминал, что помогал вампирам Дракулы отвоевать у нацистов Румынию назад.
- Монстры на каникулах 2 (2015) — американский комедийный анимационный фильм, произведённый студией «Sony Pictures Animation» и выпущенный «Columbia Pictures». Дракулу озвучивает Адам Сэндлер.
- Монстры на каникулах 3: Море зовёт (2018) — американский комедийный анимационный фильм, произведённый студией «Sony Pictures Animation» и выпущенный «Columbia Pictures». Дракулу озвучивает Адам Сэндлер.
- Сказочный патруль (2019) — 34 серия, где Варя, Маша, Снежка и Алёнка пошли в гости к милиардеру-скряге Дракуле, а, когда девочки преодолели свои страхи, тот дал им путеводный артефакт и исчез.
- Монстры на каникулах 4: Трансформания (2022) — американский комедийный анимационный фильм, произведённый студией «Sony Pictures Animation» и был выпущен «Columbia Pictures». Дракулу озвучивает Брайан Халл[англ.].

## Дракула в манге и аниме
- Хеллсинг — персонаж Алукард — тот самый Дракула, служащий потомкам Ван Хельсинга.
- Талая Кровь — персонаж Зепия Эльтнем Оберон воплотил Дракулу как слух из уст жителей провинции Валахии. Сам он по сути тоже является одним из аниме-вариантов Дракулы и носит название провинции в качестве прозвища, Ночь Валахии.
- Don Dracula — главный герой, «стереотипный» Дракула, вместе со своей семьёй переезжает с замком из Трансильвании в Токио, Японию.
- Последний Серафим — одной из вампиров-аристократов в этом аниме является 3-я Прародительница Крул Цепеш, укусившая брата главного героя Юичира Хакуя.
- Ария алая пуля — в последней серии аниме главные герои Тояма Киндзи и Кандзаки Ария Холмс сталкиваются с Графом Дракулой то есть с Владом Цепешом.
- Fate/Apocrypha — одна из героических душ, призванная для участия в Войне за Святой Грааль. По сюжету сериала персонаж является самим Владом Цепешом, а имя «Дракула» и слухи о том, что он вампир, являются лишь кривым искажением его сокрушительных военных подвигов. Несмотря на то, что при жизни он являлся обычным человеком, для участия в Войне был призван в облике вампира. Слухи о себе и это прозвище считает позором для себя и своего рода, а на протяжении войны брезгует прибегать к своим вампирским способностям.
- Castlevania — смелая девушка Лиза приходит прямиком в замок графа Дракулы, чтобы тот поделился с ней всеми доступными научными знаниями. У неё благородная цель — девушка хочет стать лучшим врачом и облегчить жизнь людей, но местные не оценили рвения, и уже через год Лизу сжигают на костре за колдовство. Взбешённый Дракула решает мстить за любимую — он даёт жителям города год, а затем насылает на них полчища демонов из ада.
- Rosario + Vampire — персонаж Алукард — предок главной героини, Дракула, скрывшийся от преследования со своей дочерью в Японию.
- #DRCL Midnight Children — манга является адаптацией Синъити Сакамото, граф Дракула на момент выхода первого тома не отличается от оригинала.

## Дракула в комиксах
- Во вселенной комиксов Marvel Дракула — один из суперзлодеев-вампиров. С ним сражались многие супергерои: Блэйд, Доктор Стрэндж.
- В одном из комиксов вселенной DC Comics Бэтмен сражается с Дракулой, который превратил в вампиров многих врагов героя, например, Джокера. По мотивам этой сюжетной линии снят мультфильм «Бэтмен против Дракулы».
- В комиксах издательства Dell Comics есть супергерой Дракула, но он является только потомком легендарного графа.
- Во французской BD-новелле Реквием Рыцарь-Вампир (Requiem Chevalier Vampire) Пата Миллса и Оливье Ледруа Дракула является главой государства вампиров Драконии в мире Воскресении — загробном чистилище, где грешники перерождаются в форме какой-либо нечисти.

## Дракула в играх
- Дракула является главным антагонистом серии видеоигр Castlevania. В перезапуске игры Castlevania: Lords of Shadow 2 является протагонистом.
- Bram Stoker’s Dracula — игра для приставок NES, Super Nintendo, Sega Mega Drive и др., основанная на одноимённом фильме 1992 года.
- А также «Dracula: Origin» (русское название — «Охотник на Дракулу») созданная независимой студией-разработчиком компьютерных игр Frogwares, специализирующейся на создании игр в жанре квест. В настоящее время вышел сиквел «Dracula Origin 2: Dawn of Evil».
- Nosferatu: The Wrath of Malachi («Носферату: Гнев Малахии»; в России также известна, как Вампиры) — компьютерная игра в жанре шутер от первого лица с уклоном в survival horror, разработанная Idol FX и выпущенная iGames Publishing в 2003 году на ПК.
- Главный персонаж игры Monsters (Probably) Stole My Princess по имени Герцог внешне напоминает графа Дракулу.
- «Dracula: Love kills», игра в жанре «я ищу».
- Dracula: Resurrection (1999) и Dracula 2: The Last Sanctuary (2000).
- Dracula 3: The Path of the Dragon (2008).
- Dracula 4: The Shadow of the Dragon (2013) и Dracula 5: The Blood Legacy (2013).
- В играх и книгах мира Равенлофт на образе Дракулы основаны сразу два персонажа: Страд фон Зарович (классический вампир) и Влад Драков (жестокий средневековый правитель).
- Дракула является одним из вампиров клана Цзимицу, членом секты Инконню, в настольной игре Vampire: The Masquerade;
- В настольной игре «Ярость Дракулы» графа преследуют герои романа Брэма Стокера.
- Персонаж Влад в серии игр Magicka отсылает своим поведением и внешним видом к вампирской тематике, но карикатурно скрывает это фразами вроде «Конечно же я не вампир!» и всевозможными сценами.
- The Romance Club. «Дракула. История любви». Персонаж — Влад Басараб, человек, позже вампир и тёмный король карпатской нечисти.
- Touhou Koumakyo: The Embodiment of Scarlet Devil — шестая часть японской серии игр в жанре «bullet hell», где главная злодейка, Ремилия Скарлет, является вампиром. В саундтреке игры (название темы пятого уровня) представлен намёк на то, что она — потомок Влада Цепеша / Дракулы.
- Immortal Realms: Vampire Wars. Вампирский клан Драгул, как и его глава Влад — прямая отсылка к роману Брэма Стокера.

## Дракула в театре
- В 1927 году в Лондоне был поставлен одноимённый спектакль, который выдержал без перерыва 250 представлений. На последнем, юбилейном, представлении зрителям в качестве подарка вручалась книга рассказов Брэма Стокера «Гость Дракулы». Когда её открывали, оттуда вылетала на резинке маленькая чёрная летучая мышь[14].
- Дракула: Между любовью и смертью (2006, Dracula. Entre l’amour et la mort) — канадский мюзикл (Квебек). В главной роли: Брюно Пельтье. Сценарий несколько отличается от книги, так, например, в самом его начале упоминается жена Дракулы — Эльмина, в поисках реинкарнации которой он и находился 500 лет. Действие перенесено в XXI век. Жанр мюзикла — рок-опера.
- В 2005 году Театр на Юго-Западе поставил спектакль «Дракула». Режиссёр Валерий Белякович. В главной роли Алексей Матошин.
- В 2007 году в Пермском театре «У Моста» был поставлен спектакль «Дракула» по одноимённой книге Брэма Стокера.
- В 2008 году по инициативе франкоканадского певца Брюно Пеллетье был воссоздан мюзикл «Дракула. Между любовью и смертью» (фр. Dracula: entre l’amour et la mort). (Сайты: www.fr-lyrics.ru, www.brunopelletier.ru).
- В 2011 году в Париже состоялась премьера французского мюзикла Дракула: любовь сильнее смерти (Dracula. L’amour plus fort que la mort). В главных ролях: Golan Yosef, Nathalie Fauquette, Julien Loko, Anais Delva, Gregory Deck, Lola Ces, Florent Torres, Ginie Line, Aymeric Rib.

## Дракула в музыке
- Песня «Bela Lugosi’s Dead» английской пост-панк-группы «Bauhaus», дебютный сингл с 1979 года, объединяет актёра Белу Лугоши с его персонажем Дракулой из фильма 1931 года. Песня часто считается первой готической рок-записью и очень сильно повлияла на готическую музыку и современную культуру готов.
- У американской хэви-метал-группы «Helstar» есть песня «Dracula’s Castle» в альбоме «Burning Star» (1984). Первая половина их альбома «Nosferatu» (1989) следует сюжетной линии, основанной на романе Брэма Стокера «Дракула».
- Песня «Love Song for the Vampire» — синти-поп-баллада шотландской певицы и автора-исполнителя Энни Леннокс. Она была написана к фильму Франциска Форда Копполы «Дракула» 1992 года и использовалась в конце фильма. Песня была выпущена в сингле «Little Bird» в 1993 году и стала одной из самых известных и популярных песен, связанных с Дракулой и тематикой вампиров.
- Дракула появился в панк-опере «Кащей Бессмертный» (1994) группы «Сектор Газа». Его арию исполнил лидер группы Юрий Клинских. В сценической версии 2018 года эту роль исполнил Артур Беркут.
- Американская хэви-металл-группа «Iced Earth» написала песню под названием «Dracula» для альбома «Horror Show» 2001 года .
- Песня в стиле хэви-металл «Dracula» появилась у вокалиста группы «Iron Maiden» Брюса Дикинсона в альбоме «The Best of Bruce Dickinson» 2001 года .
- Рэп-песня «Dracula’s Wedding» дуэта «OutKast» из альбома «Speakerboxxx / The Love Below» (2003) исполняется от лица графа.
- Американская певица Беа Миллер записала поп-рок-песню с хип-хоп-эффектами «Дракула» для своего дебютного мини-альбома «Young Blood» (2014).
- Норвежские музыканты, певец Йорн Ланде и гитарист группы «Wig Wam» Тронд Хольтер выпустили концептуальный альбом рок-оперы «Dracula — Swing of Death» (2015), основанный на сюжетной линии «Дракулы» Брэма Стокера.
- 7 серия 6 сезона Epic Rap Battles of History в исполнении Nice Peter.

## Книги об образе Дракулы
- Андрей Шарый и Владимир Ведрашко. «Знак D: Дракула в книгах и на экране» (2009).
- Эрлихман В. В. Дракула. Загадка князя-вампира. — М.: Вече, 2013. — 240 с. — (Человек-загадка). 3000 экз. ISBN 978-5-4444-1240-4.
- Привидений не бывает, Кир Булычёв. Дракула является главным антагонистом, позже выясняется, что под его обликом скрывался Весельчак У.